# The Coast of Opportunity
The Coast of Opportunity è un film muto del 1920 diretto da Ernest C. Warde e interpretato da J. Warren Kerrigan, Herschel Mayall e Fritzi Brunette.

## Trama

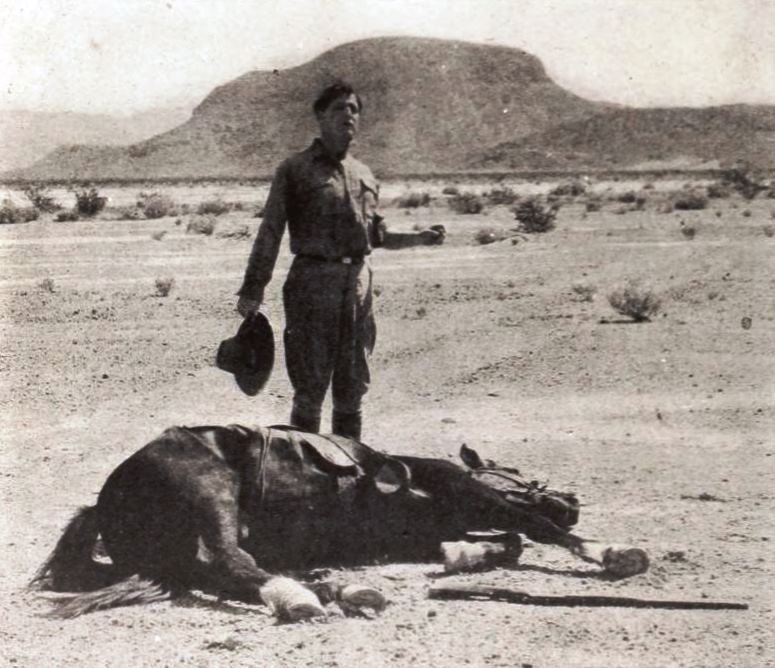
Kerrigan e il suo cavallo morto

In Messico, Dick Bristow, un ingegnere minerario americano scopre una ricca vena di rame. Si assicura subito l'opzione per i diritti non solo della miniera ma di tutta la zona circostante che appartiene a Julian Marr, il proprietario di una ferrovia. Marr, quando vede che Bristow sta cominciando a costruire una ferrovia per trasportare il minerale, si rende conto del valore dei terreni e, poiché ne è proprietario insieme a sua nipote Janet, cerca di indurre la ragazza a cederglieli.
Al rifiuto di Janet, Marr incarica una banda di fuorilegge di rapire l'ingegnere per tenerlo prigioniero fino a quando l'opzione sarà scaduta. Ma Bristow riesce a fuggire e, ferito, giunge nell'ufficio di Marr proprio quando arriva anche Janet, decisa a chiedere un chiarimento allo zio. Marr, che aveva già puntato la sua pistola contro Bristow, deve abbozzare: l'ingegnere riuscirà ad avere la sua miniera e anche la ragazza.

## Produzione
Il film fu prodotto dalla Robert Brunton Productions, una piccola compagnia fondata da Robert Brunton nel 1918. Nei suoi tre anni di attività, la casa produsse diciotto film.

## Distribuzione
Distribuito dalla W.W. Hodkinson e presentato da Robert Brunton, il film uscì nelle sale cinematografiche statunitensi nel dicembre 1920.